# Viperinae
Las viperinos, víboras o áspides (Viperinae) son una subfamilia de serpientes, que junto con los crótalos (subfamilia Crotalinae), forman la familia de los vipéridos (Viperidae).
Son famosas por su veneno, probablemente el más potente entre los animales presentes en Europa. Durante las guerras púnicas se lanzaban a los buques enemigos en el curso de las batallas navales.

## Características
Son muy venenosas y se caracterizan por poseer un par de colmillos largos y huecos en la parte delantera de la mandíbula superior. Estos colmillos se retraen contra el paladar cuando la boca está cerrada y cuando esta se abre, se ponen rápidamente en posición de atacar a la presa, para inyectar un veneno mortal que ataca la sangre y los tejidos.
La cabeza triangular y ancha de las víboras está cubierta de escamas y los ojos tienen la pupila vertical. La mayoría de las víboras alumbran a sus crías en el interior del cuerpo, es decir, son ovovivíparas.
Dada la longitud de sus colmillos, estas serpientes suelen atacar proyectándolos adelante y clavándolos de un golpe a sus víctimas a diferencia de las demás serpientes (que atacan mordiendo).
Estos ofidios son muy peligrosos para los humanos.

## Distribución
Las víboras viven en casi todo el mundo por su gran facilidad de adaptación al medio, a excepción de América (exceptuando las serpientes de cascabel o crótalos que pertenecen a la misma familia), Australia, Madagascar y otras islas, y la mayoría de ellas son naturales de África.

## Géneros
Se reconocen los siguientes:
- Atheris Cope, 1862
- Bitis Gray, 1842
- Causus Wagler, 1830
- Cerastes Laurenti, 1768
- Daboia Gray, 1842
- Echis Merrem, 1820
- Eristicophis Alcock, 1896
- Macrovipera Reuss, 1927
- Montatheris Broadley 1996
- Montivipera Nilson, Tuniyev, Andrén, Orlov, Joger & Herrmann, 1999
- Proatheris Broadley, 1996
- Pseudocerastes Boulenger, 1896
- Vipera Laurenti, 1768

## Especies
Entre las 99 especies reconocidas se encuentran ciertas víboras europeas y áspides, la víbora de Gabón y la gariba.
Las especies que viven en España son la víbora áspid, la víbora hocicuda y la víbora de Seoane. La víbora áspid es la más venenosa de las que viven en España.
El uso de suero antiofídico en España y Portugal no es recomendable salvo en casos realmente necesarios y siempre bajo consideración médica y en un hospital.